# Носов, Леонид Иоакимович
Леонид Иоакимович Носов (4 [16] июля 1848, Санкт-Петербург — 27 сентября [10 октября] 1911, там же) — русский юрист, сенатор.

## Биография
Потомственный дворянин Казанской губернии. Сын генерал-майора Иоакима Евдокимовича Носова.
В 1870 году окончил юридический факультет Санкт-Петербургского университета со степенью кандидата прав. 1 августа 1870 поступил на службу в Сенат, в 1870—1882 годах последовательно был помощником секретаря, секретарем и обер-секретарем в 3-м сенатском департаменте. С 1880 года также направлялся в служебные командировки: в Оренбург для ревизии соединенной палаты, прокурорского надзора, мировых судей и съезда, затем в качестве старшего чиновника при сенаторе А. А. Половцеве для производства общей ревизии в Киевской и Черниговской губерниях.
В 1882—1885 годах был чиновником, состоящим за обер-прокурорским столом, одновременно в 1882 году был назначен исправлять обязанности помощника обер-прокурора 3-го департамента. В конце 1885 года был назначен членом Виленской судебной палаты. В этой должности в 1886 году производил ревизию Виленского нотариального архива. В следующем году переведен членом Санкт-Петербургской судебной палаты. Направлялся в командировки в различные регионы Империи для ревизии судебных установлений: мировых учреждений и мировых судей разных округов, в том числе Санкт-Петербургских 3, 11 и 12 участков, Полтавского, Екатеринославского и Изюмского окружных судов и состоящих при них судебных приставов. В 1891—1894 годах был товарищем обер-прокурора Гражданского кассационного департамента; в 1891 году был командирован в Енисейскую и Иркутскую губернии и Забайкальскую область для обревизования судебных учреждений и прокурорского надзора.
В 1893—1894 годах был членом консультации, учрежденной при Министерстве юстиции для ревизионных поручений; производил обозрение нотариальных архивов округа Киевской судебной палаты, мировых судебных установлений Киевского и Проскуровского округов и Балтского съезда мировых судей, а также Херсонского окружного суда. Кроме того, в качестве представителя Министерства юстиции участвовал в особой комиссии по пересмотру положения о пошлинах с наследственных имуществ. В 1894 году Носов был назначен председателем департамента Виленской судебной палаты, в 1897-м переведен на такую же должность в Санкт-Петербургскую судебную палату.
7 марта 1901 был назначен сенатором, присутствующим в Гражданском кассационном департаменте. В 1903 году стал членом совета Императорского Человеколюбивого общества, в 1906-м помощником главного попечителя этого общества.
Состоял членом комитета эмеритальной кассы Министерства юстиции, в которой впервые ввел фактический контроль хранящихся в государственном казначействе ценностей в процентных бумагах. Был пожизненным членом благотворительного общества судебного ведомства, общества борьбы с нищенством, поощрения женского профессионального образования, действительным членом юридических обществ при нескольких университетах, в том числе Санкт-Петербургском и святого Владимира в Киеве.
Действительный статский советник (1891), тайный советник (1901). Погребен в Воскресенском Новодевичьем монастыре.

## Награды
- Орден Святого Владимира 3-й ст. (1896)
- Орден Святого Станислава 1-й ст.  (1898)
- Орден Святой Анны 1-й ст. (1901)
- Орден Святого Владимира 2-й ст. (1905)
- Орден Белого орла (1907)
- Орден Святого Александра Невского (1.01.1910)

Медали и знаки:
- Медаль «В память царствования императора Александра III» (1896)